# Xinshi, Chongqing
Xinshi (kinesiska: 新市) är ett stadsdelsdistrikt i sydvästra Kina. Det ligger i stadsdistriktet Changshou i storstadsområdet Chongqing, omkring 68 kilometer nordost om det centrala stadsdistriktet Yuzhong. Antalet invånare är 21 578. Befolkningen består av 10 669 kvinnor och 10 909 män. Barn under 15 år utgör 15,0 %, vuxna 15-64 år 70 %, och äldre över 65 år 14,0 %.